# Češnjača
Češnjarka, često i češnjača (lat. Pelobates fuscus) je vrsta žabe iz porodice češnjača (Pelobatidae).

## Rasprostranjenost i stanište
Živi u području srednje i srednjoistočne Europe te zapadnog ruba središnje Azije. Kopnena je vrsta, a u blizini vode može se vidjeti samo tijekom sezone parenja. Živi uglavnom u nizinskim i brdskim predjelima, u kojima odabire otvorenija staništa, na nadmorskoj visini do 675 metara.
Naseljava široki spektar staništa, uključujući četinarske, listopadne i mješovite šume, stepe, livade, poljane i parkove. Šumske češnjače više vole otvorena mjesta. Na bezvodnim podurčjima nalaze se u pijesku. Na ovakvim mjestima žabe uglavnom žive u blizini vode. Izbegavajući kompaktnu i kamenitu podlogu, njiezina uobičajena staništa imaju meku i rastresitu zemlju.

## Opis
To je omanja bezrepa životinja zdepasta tijela, duljine 6.5 cm kod mužjaka i 8 cm kod ženki. Boja varira; leđna strana je siva, svjetlosmeđa ili žućkasta, s tamnim mrljama crvenkastog vrha, a trbušna strana svjetla ili žutosiva bez mrlja ili s rijetkim sivim točkama. Područje na glavi između očiju je manje ili više izraženo. Ima velike oči s okomitim zjenicama. Mužjaci nemaju vokalnu vrećicu.
Koža je s gornje strane svijetle boje s tamnim mrljama. Bokovi, a ponekad i leđa posuti su narančastim pjegama. Stražnje noge su relativno kratke i na njima se nalaze rožnata zadebljanja kojima se ukapaju u zemlju. Plivajuće kožice su dosta dobro razvijene.

## Podvrste
Zasad su prepoznate dvije podvrste žabe češnjače: Pelobates fuscus fuscus (živi u središnjoj Europi) i Pelobates fuscus insubricus (živi u sjevernoj Italiji). Ne postoje psihičke ili bihevioralne karakteristike među kojima se razlikuju ove dvije podvrste. Podvrsta P. fuscus insubricus morfološki je gotovo ista. Jedina uočljiva razlika je u svjetlijoj boji tijela, a ponekad većem broju crvenih točaka (posebno kod ženki). Glava je neznatno veća i istaknutija.

## Ponašanje
Danju se zakopava u zemlju, a na površinu izlazi noću, posebno kada je vlažno. Kožne žlijezde u situaciji opasnosti izlučuju obrambenu tekućinu koja miriše na češnjak. Zbog toga je i nazivamo češnjača.

## Razmnožavanje i životni vijek
Razdoblje parenja je u proljeće i dosta dugo traje. Mužjaci glasanjem privlače ženke, koje zatim obuhvaćaju oko bokova prednjim nogama. Ženka polaže jaja, a mužjak ih pritom oplođuje. Ukupno ona položi do 3000 jaja. Tamna jaja su u debelim vrpcama omotanim oko vodene vegetacije. Ličinke su vrlo veliki punoglavci zlatnog mrljastog trbuha i uočljivih očiju, narastu do 10 cm dužine s repom. Za preobrazbu u odrasle životinje potrebno im je 3 do 5 mjeseci, a mnogi prezime u vodi. Spolnu zrelost dostižu za godinu dana. Ove žabe mogu doživjeti životni vijek najčešće dug 10 godina.

## Ishrana i prirodni neprijatelji
Ličinke su biljojedne, te se hrane algama i vodenim biljem, ali uzimaju i mikroskopske životinje. Mladi i odrasli jedu puževe, mrave, kornjaše, gujavice, stonoge, gusjenice, ličinke muha.
Ličinke su hrana ličinkama vodenih kukaca, vodenim kukcima, vodenjacima, gmazovima, pticama i malim sisavcima. Mladi i odrasli služe kao hrana raznim beskralježnjacima i kralježnjacima.